# Возвращение домой (альбом Витаса)
«Возвращение домой» — шестой студийный альбом российского певца Витаса, выпущенный в 2006 году. Является приквелом альбома «Криком журавлиным: возвращение домой», который был выпущен через год. Содержит 12 песен и 3 видеоклипа. Другим примером парных студийных альбомов Витаса являются альбомы «Только ты: история моей любви» (2013) и «Я подарю тебе весь мир: история моей любви» (2014).

## История
Выход альбома состоялся в 2006 году.
Песня «Инопланетный друг» в исполнении Витаса уже известна в альбоме «Мама», вышедшем в 2003 году.
Песню «Дружба» Витас исполнил со своим дедушкой Аркадием Давыдовичем Маранцманом.
Помимо эстрадных произведений, Витас также исполнил и классические: «Lucia Di Lemmermoor» (на итальянском языке; музыка — Гаэтано Доницетти, текст — Сальваторе Каммарано) и «Милостыня» (музыка — Александр Алябьев, текст — Поль Беранже).

## Список композиций
Помимо собственно песен, в состав альбома также входят видеоклипы на песни «Берега России», «Lucia Di Lemmermoor» и «Криком журавлиным». Режиссёр видеоклипов — Владимир Якименко.
| Номер песни | Русское название                      | Английское название         | Музыка               | Текст                     |
| ----------- | ------------------------------------- | --------------------------- | -------------------- | ------------------------- |
| 01          | Lucia Di Lemmermoor                   | Lucia Di Lemmermoor         | Гаэтано Доницетти    | Сальваторе Каммарано      |
| 02          | Оперная (инструментальная композиция) | Opera                       | Витас                |                           |
| 03          | Лебедь мой                            | My Swan                     | Любаша               | Любаша                    |
| 04          | Я прошу всех святых                   | I Ask All Saints            | Витас                | Витас Светлана Карабанова |
| 05          | Где эти зимы?                         | Where Are These Winters?    | Виталий Татаринов    | Виталий Татаринов Витас   |
| 06          | Берега России                         | Shores of Russia            | Александр Клевицкий  | Николай Денисов           |
| 07          | Здравствуй, родина моя любимая        | Hello, My Dear Native Land! | Витас Рашит Киямов   | Марк Лисянский            |
| 08          | Прости, Господь                       | Forgive, God!               | Александр Морозов    | Витас                     |
| 09          | Вишнёвый сад                          | Cherry Orchard              | Александра Пахмутова | Николай Добронравов       |
| 10          | Милостыня                             | Alms                        | Александр Алябьев    | Пьер Беранже              |
| 11          | Инопланетный друг                     | Extraterrestrial Friend     | Александра Пахмутова | Расул Гамзатов            |
| 12          | Дружба (вместе с А. Маранцманом)      | Friendship                  | Поль Марсель         | Андрей Шмульян            |